# Тестий
Тестий е бил владетел на Плеврона и Елида (в Етолия). Син на Агенор и Демоники. Негова съпуга е Евритемида. Заедно са родители на Леда, Алтея, Ификъл, Плексип, Токсей, Еврипил, Евип. При него намерил убежище прокудения Тиндарей. Тестий му дал за съпруга своята дъщеря Леда.